# Починок, Макар Иванович
Макар Иванович Починок (укр. Макар Іванович Починок; 1921 год, село Ольховцы — 4 августа 1982 года, Хмельницкий, Украинская ССР) — организатор производства, украинский коммунистический деятель, первый секретарь Волочисского райкома Компартии Украины, председатель исполнительного комитета Хмельницкого областного Совета депутатов трудящихся. Герой Социалистического Труда (1965). Депутат Верховного Совета УССР 9 — 10 созывов. Член ЦК КПУ (1966—1982).

## Биография
Родился в 1921 года в крестьянской семье в селе Ольховцы (сегодня — Чемеровецкий район Хмельницкой области).
В 1937 году окончил Ленинградскую кораблестроительную специальную школу, получив 4 рабочий разряд.
С 1937 по 1940 год — судосборщик, инструктор школы фабрично-заводского обучения в Ленинграде.
В 1940 году призван в Красную Армию. Участвовал в Великой Отечественной войне. Служил в морской пехоте командиром батареи 532-го минометного полка 42-й минометной бригады 18-й артиллерийской дивизии. В 1943 году вступил в ВКП(б). Был тяжело ранен в 1944 году. После излечения в госпитале демобилизовался и возвратился в Хмельницкую область.
В 1944—1945 годах — начальник снабжения и сбыта, директор Каменец-Подольского пивзавода Каменец-Подольской области.
С 1945 года — заместитель заведующего промышленно-транспортного отдела, заведующий отделом городского хозяйства и строительства, заведующий промышленно-транспортного отдела Каменец-Подольского городского комитета Компартии Украины.
В 1952 году окончил Одесскую партийную школу.
С 1952 по 1956 год — секретарь Славутского районного комитета КПУ Каменец-Подольский (Хмельницкая) области.
Окончил Каменец-Подольский педагогический институт.
С 1956 по 1961 год — 1-й секретарь Грицевского районного комитета КПУ Хмельницкой области. Руководил строительством промышленных и социальных объектов в Грицеве. При его непосредственном участии были построены библиотека, дом культуры, средняя школа, больница, два детских сада и музыкальная школа. Грицев был преобразован из села в посёлок городского типа.
В 1961—1962 годах — 1-й секретарь Волочисского районного комитета КПУ Хмельницкой области. При его руководстве районом в Волочиске были построены плодоконсервный завод, маслозавод, швейная фабрика и хлебозавод. Город был газифицирован, в нём были проведены канализация и водопровод.
С 1962 по 1965 год — секретарь партийного комитета Волочисского территориального производственного колхозно-совхозного управления Хмельницкой области.
С 1965 по 1972 — 1-й секретарь Волочисского районного комитета КПУ Хмельницкой области. В 1963 году Волочисский район самый высокий на Украине урожай пшеницы. В 1965 году удостоен звания Героя Социалистического Труда «за достигнутые успехи в повышении урожайности, увеличении производства и заготовок сахарной свеклы».
С 1972 по 1974 год — 2-й секретарь Хмельницкого областного комитета Компартии Украины.
С 16 июля 1974 по 4 августа 1982 год — председатель исполнительного комитета Хмельницкого областного Совета депутатов трудящихся. Руководил строительством промышленных и социальных объектов в Хмельницком. Были построены музыкально-драматический театр, областная библиотека для юношества, начал развиваться район Выставки, был реставрирован железнодорожный вокзал, построены Дворец творчества для детей и юношества, первый многоэтажный жилой кооперативный дом для работников культуры, выросли темпы промышленного производства и началось строительство Хмельницкой атомной электростанции.
С 15 марта 1966 по 4 августа 1982 год — член ЦК КП Украины.
Избирался делегатом XXIII и XXIV съездов КПСС, XXIII—XXVI съездов КПУ и депутатом Верховного Совета УССР 9 — 10 созывов.
Именем Макара Починка названы улицы в Грицеве, Волочиске и Хмельницком.

## Награды
- Герой Социалистического Труда — указом Президиума Верховного Совета СССР от 31 декабря 1965 года.
- орден Ленина
- Орден Трудового Красного Знамени
- Орден Красной Звезды